# Abdul Wahab Zahiri
Abdul Wahab Zahiri (27 maggio 1992) è un velocista afghano.
Ha partecipato alle Olimpiadi 2016 gareggiando nei 100 metri piani, venendo tuttavia eliminato nel turno preliminare.

## Palmarès
| Anno | Manifestazione      | Sede           | Evento      | Risultato   | Prestazione | Note |
| ---- | ------------------- | -------------- | ----------- | ----------- | ----------- | ---- |
| 2016 | Giochi olimpici     | Rio de Janeiro | 100 m piani | Preliminare | 11"56       |      |
| 2017 | Campionati asiatici | Bhubaneswar    | 100 m piani | Batteria    | 11"63       |      |
| 2017 | Campionati asiatici | Bhubaneswar    | 4×400 m     | Batteria    | 3'20"77     |      |
| 2018 | Giochi asiatici     | Giacarta       | 100 m piani | Batteria    | 11"65       |      |